# Marche européenne du souvenir et de l'amitié
Tout d´abord appelée Marche du souvenir, elle change de nom en 1968 lorsque des civils sont invités à y participer. La première marche est organisée pour 300 soldats en mai 1967 par le chef de corps du 3e Bataillon des Chasseurs Ardennais qui était caserné à Vielsalm : le Lieutenant-Colonel Borboux. Il l’avait conçue comme un exercice militaire  et elle servait aussi à perpétuer la mémoire des durs combats menés par les prédécesseurs Chasseurs Ardennais qui avaient résisté à l’invasion allemande du 10 mai 1940.

## Parcours
La marche compte quatre étapes de 30 à 35 kilomètres. Des postes d'approvisionnement (eau et fruits gratuits pour les marcheurs) ainsi que des postes d'aide médicale sont disponibles à d'intervalles réguliers, avec une grande halte environ à mi-parcours.
Le parcours original reliait Arlon à Vielsalm passant par Bastogne, Martelange et Houffalize. Les dernières années cependant, la marche termine souvent à Marche-en-Famenne, ville hôte de l'actuel régiment de chasseur ardennais, introduisant alors La Roche-en-Ardenne comme ville étape. Le parcours est différent chaque année, et s'étend parfois même en territoire étranger (luxembourgeois: étape Bavigne-Bastogne en 2007 ou français: étape Sedan-Bouillon en 2005).

## Camps
Des camps accueillant les marcheurs sont aménagés dans plusieurs villes, comme Bastogne, Houffalize, La Roche-en-Ardenne et Marche-en-Famenne. Les marcheurs, civils et militaires, y sont logés dans des tentes militaires ou dans des salles de sport. Des douches, une infirmerie, une cuisine de camp et une cantine sont disponibles.

## Source
- « Site officiel » (consulté le 26 juin 2007)